# Pfalz Wimpfen

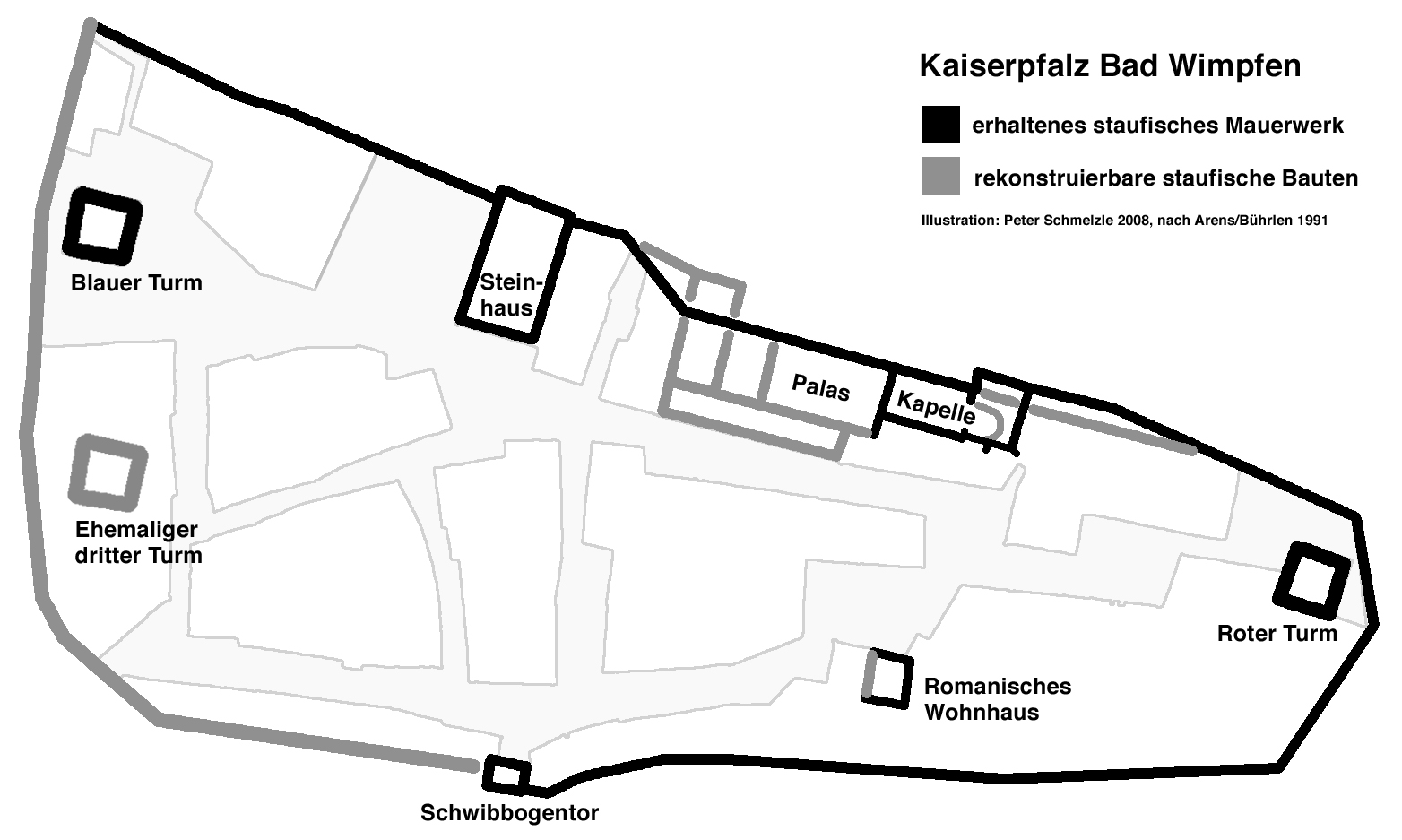
Pfalz Wimpfen mit erhaltenen und rekonstruierbaren staufischen Mauern

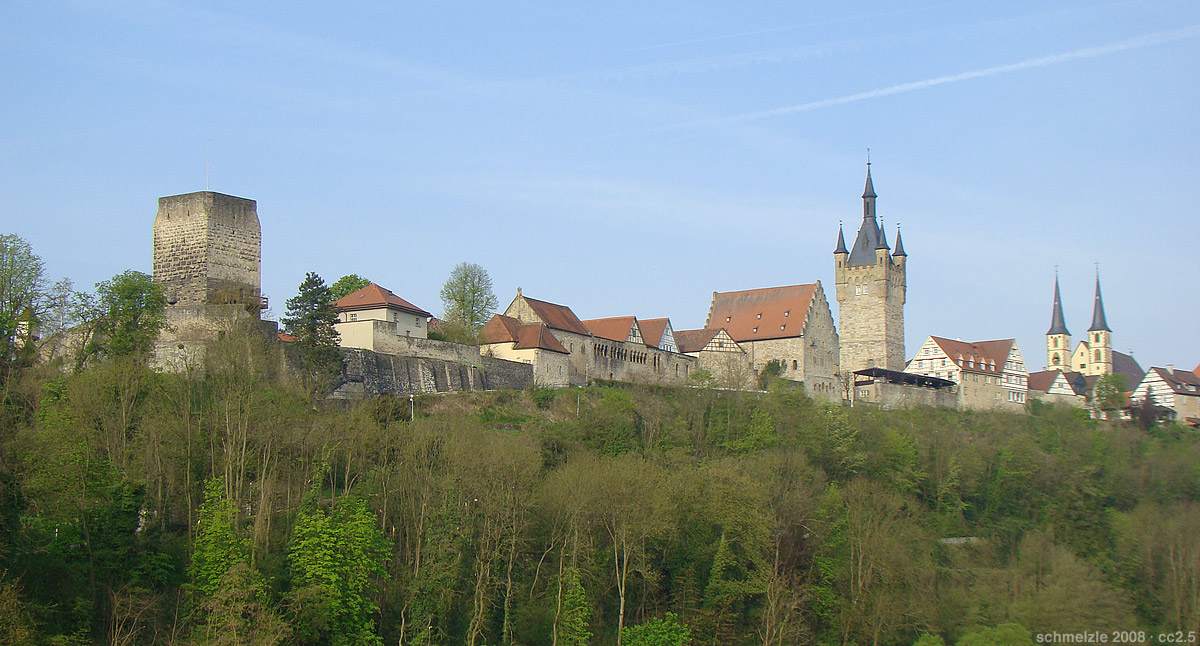
Silhouette der Pfalz vom Neckartal aus gesehen

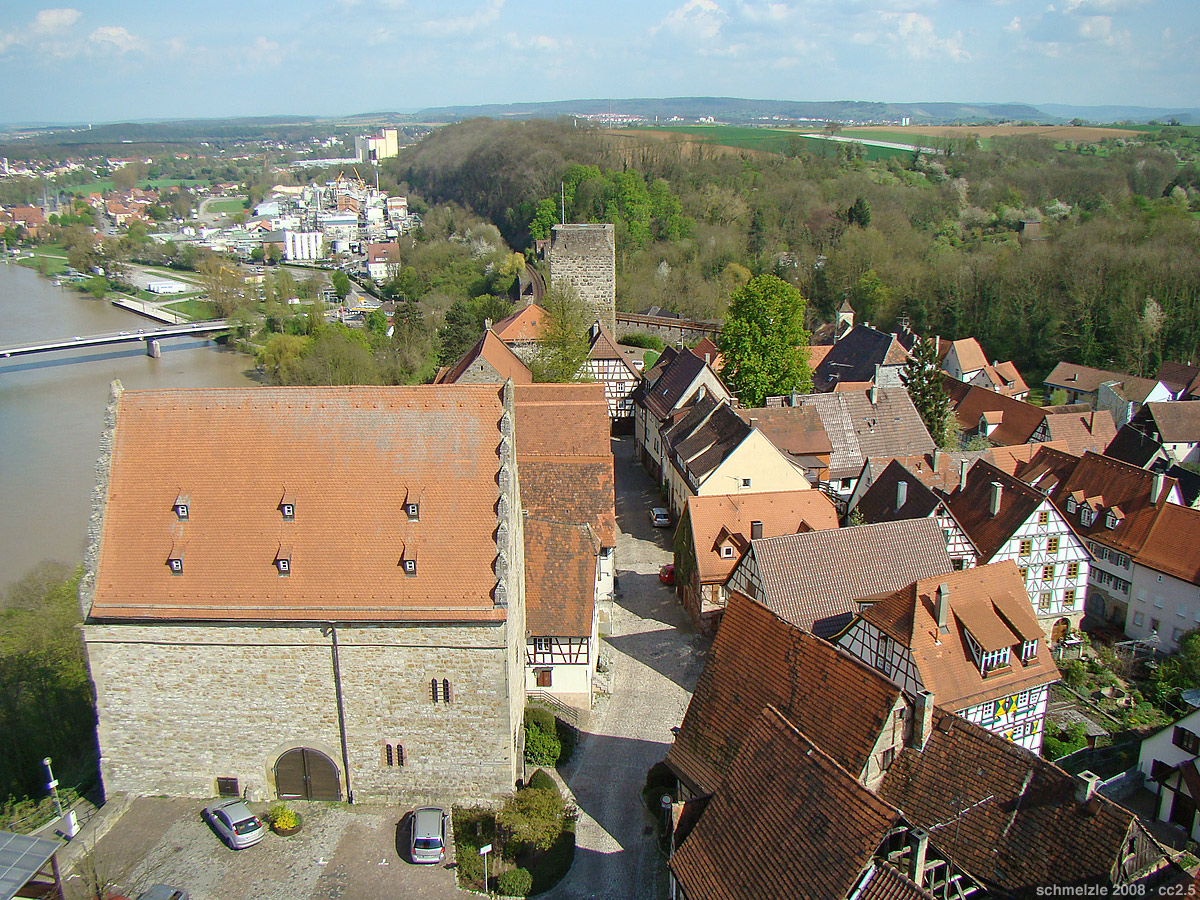
Blick vom Blauen Turm über das Burgviertel von Bad Wimpfen und weiter über das Neckartal mit der älteren Siedlung Wimpfen im Tal

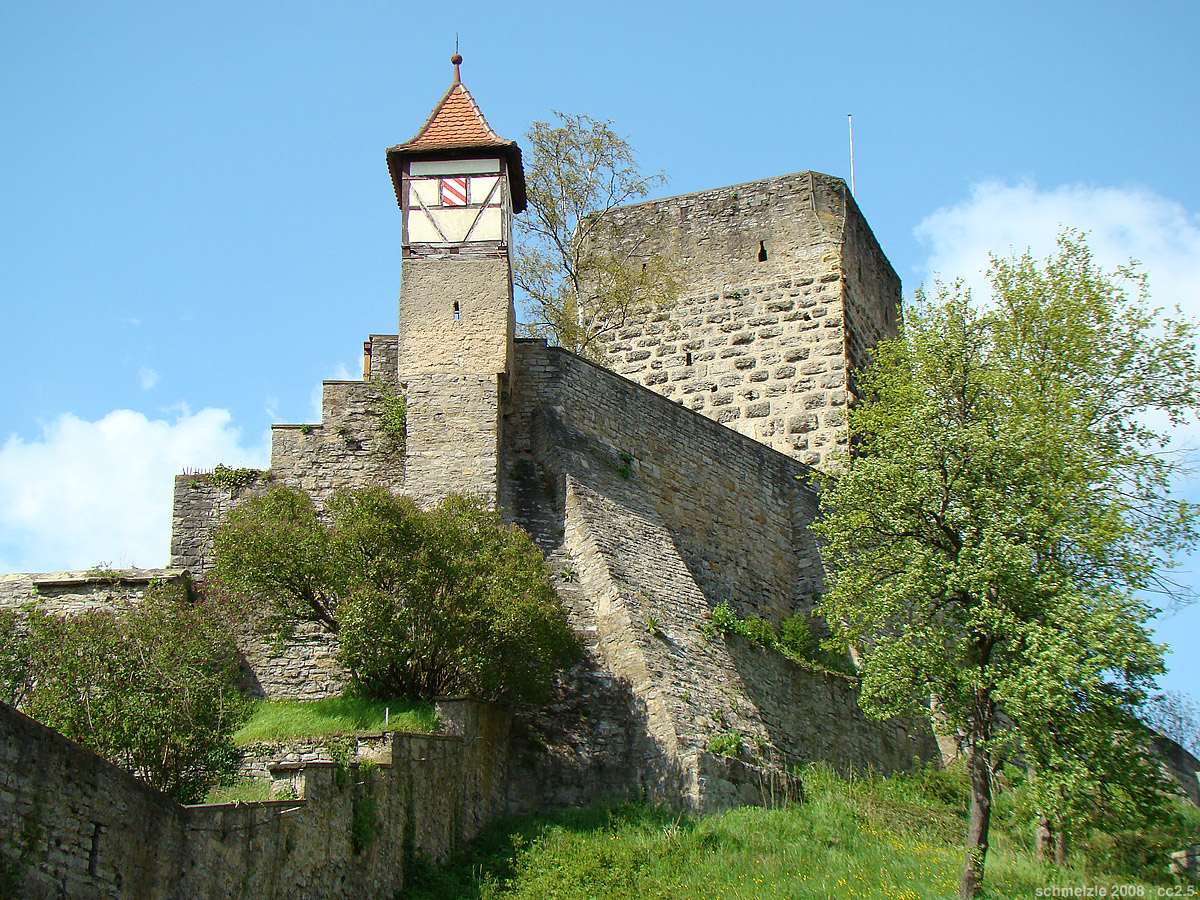
Roter Turm mit Wehrmauern und Nürnberger Türmchen aus dem 17. Jahrhundert

Die ehemalige Königspfalz in Wimpfen ist mit 215 Metern Länge, bis zu 88 Metern Breite und mit ursprünglich drei Bergfrieden die größte staufische Pfalzanlage in Deutschland. Sie liegt auf einem Bergsporn über dem Neckar an einer strategisch vorteilhaften Stelle. Im Norden, Osten und Süden ist die Pfalz noch heute von einem fast geschlossenen Mauerzug umfasst. Die Bauarbeiten begannen unter Friedrich I. Barbarossa (1152–1190) kurz nach der Mitte des 12. Jahrhunderts. 1190 oder spätestens 1197 erfolgte ein Baustopp. Unter Friedrich II. (1212–1250) setzte nach 1217 eine zweite Bauphase ein, die möglicherweise unter Heinrich (VII.) fortgesetzt wurde. Vermutlich 1320/22 wurde die Pfalz in großen Teilen zerstört und nach dem ersten Drittel des 14. Jahrhunderts vom Königtum kaum noch genutzt. Im Laufe der Zeit verschmolz sie mit der westlich anschließenden Stadt, in der das ehemalige Pfalzareal heute das sogenannte Burgviertel bildet.

## Lage
Die Königspfalz in Wimpfen wurde auf dem vom Tal des Neckars zum Kraichgau hin ansteigenden Bergrücken des Eulenbergs errichtet, oberhalb der Siedlung Wimpfen im Tal. Im Norden und Osten war sie durch den steil abfallenden Hang geschützt, im Süden bildete ein Bachlauf einen natürlichen Graben.

## Geschichte
Wimpfen im Tal war schon zur Zeit der Römer eine stadtartige, ummauerte Siedlung an einem Neckarübergang. Hier begann der Odenwaldlimes, der den Neckarlimes nordwärts zum Main hin fortsetzte. Das Gebiet um Wimpfen wurde im 6. Jahrhundert fränkisches Königsgut. Schon sehr früh hatte dort der Bischof von Worms einen starken Einfluss und später auch Besitz. Worms gründete das Stift Wimpfen, das 965 das Marktrecht erlangte und als dessen ältester erhaltener Bauteil das Westwerk der Stiftskirche St. Peter aus dem 11. Jahrhundert gilt. Der Wimpfener Stiftspropst war zugleich Wormser Archidiakon für den Elsenzgau und den Gartachgau. Zur Rückgewinnung und Sicherung von verloren gegangenem altem Königsgut errichteten die Staufer in Wimpfen eine Pfalz, an die sich westlich die Bergstadt anschloss. Die Besiedlung von Wimpfen am Berg und des späteren Pfalzareals reicht mindestens bis in das frühe achte Jahrhundert zurück.
Kaiser Friedrich I. Barbarossa ist der vermutete Begründer der Pfalz; schriftliche Nachrichten zum Baubeginn gibt es nicht. Am 9. Februar 1182 ist sein Aufenthalt in Wimpfen bezeugt. Wenn man sein Itinerar betrachtet, dürfte er auch 1154, 1164, 1188 und 1189 durch Wimpfen gezogen sein; er könnte dort die Großbaustelle kontrolliert haben, oder er kam zur Einweihung eines wichtigen Gebäudes der Pfalz, denn durch archäologische Befunde ist belegt, dass nach der Mitte des 12. Jahrhunderts auf diesem Areal größere Baumaßnahmen stattfanden.
Friedrichs Sohn, Kaiser Heinrich VI. (1190–1197), war nachweislich dreimal in Wimpfen, Kaiser Friedrich II. mindestens achtmal. Sein aufrührerischer Sohn Heinrich (VII.) unterwarf sich ihm 1235 in Wimpfen. Heinrich (VII.) ist häufig in Wimpfen belegt, insgesamt vierzehn Mal. Nach den Staufern besuchte Rudolph von Habsburg 1282 Wimpfen, 1284 kam seine Gemahlin, Königin Anna, 1297 Adolph von Nassau. Albrecht I. ist 1300, 1305 und 1306 nachgewiesen; Heinrich VII. 1309; Ludwig der Bayer (1314–1347) 1315, 1336 und 1346. Dessen Gegenkönig Friedrich der Schöne (1314–1330) hielt sich 1320 in Wimpfen auf. Hier stellte er Privilegien aus, empfing Boten und warb um hochgestellte Gefolgsleute für seinen Kampf gegen Ludwig den Bayern. Die Königsbesuche in dieser Zeit haben vielleicht nicht alle in der Pfalz stattgefunden, sondern manche möglicherweise auch im Wormser Hof oder im Ritterstift in Wimpfen im Tal.
Nach dem Untergang der Staufer war die Königspfalz zeitweise auch Sitz des kaiserlichen Landvogts. Konrad IV. von Weinsberg diente in dieser Funktion, bis 1320 auf der Seite Ludwigs des Bayern und danach auf der Seite des Gegners. Vermutlich war er es, der Friedrich dem Schönen in den Auseinandersetzungen 1320/22 die Pfalz öffnete. Damals wahrscheinlich kam es zu einem starken flächenhaften Brand, der die Pfalz ruinierte; die originalen Palasarkaden und die Westfront der Pfalzkapelle zeigen noch Spuren. Bei den Grabungen 1983 und 2008 entdeckte man eine Brandschicht, überlagert von Hohlziegelbruch mit Fundgut aus dem 14. Jahrhundert. Dieses Brandereignis führte in der Folge zur Aufgabe der Pfalz, zum Abriss des Palas und eines Bergfrieds. Nachrichten machen deutlich, dass die Pfalz nach 1333 vom Königtum kaum noch genutzt wurde: Engelhard VII. von Weinsberg, der Sohn Konrads IV., verkaufte 1336 einen Teil seines Besitzkonglomerats, wahrscheinlich mit dem später abgerissenen Bergfried, an die Stadt Wimpfen. Die 1347 erwähnten Häuser im Burggraben dokumentieren die Aufgabe der Befestigung. 1359 vermachte ein Domherr das „Steinhaus“ neben dem Palas dem Kloster Schöntal. 1365 bemerkt Kaiser Karl IV., dass die Tagungen der Reichsvogtei im Palas schon lange nicht mehr stattfanden. 1391 werden Scheunen im Palasareal genannt. Alle Nachrichten beleuchten den Niedergang der Pfalz im 14. Jahrhundert.

## Bauwerke

### Palas

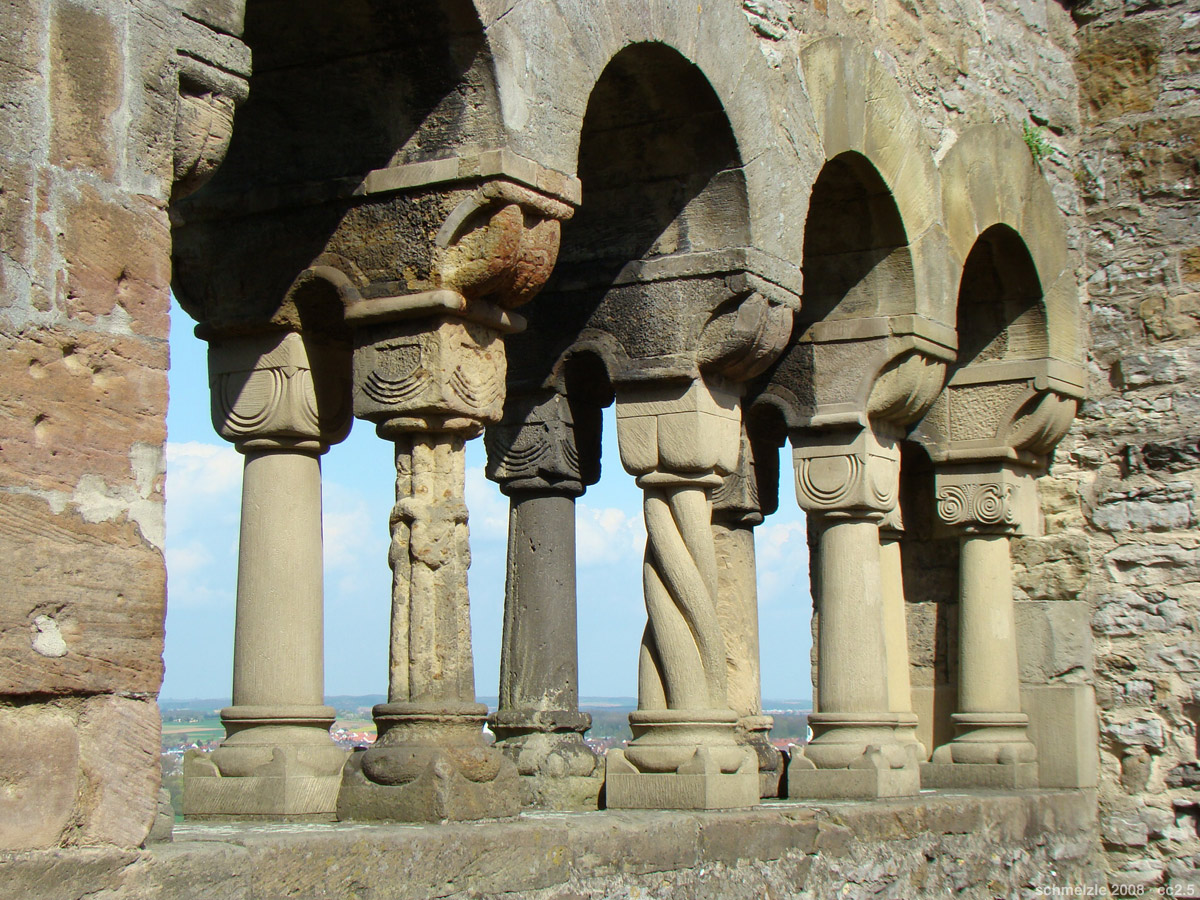
Palas-Arkaden

Der Palas, ein repräsentativer Saalbau, war das zentrale Gebäude der Pfalz. Vom aufgehenden Mauerwerk ist nur die Nord- und Ostmauer bis zur Deckenhöhe des Obergeschosses erhalten. Die Ostwand – zugleich Westwand der Pfalzkapelle – läuft nach Süden drei Meter über die Flucht der südlichen Kapellenwand hinaus und bildet am Ende eine Ecke. Die Fundamente der Südwand verlaufen mehr als vier Meter weiter südlich, sodass in der Südostecke des Gebäudes eine Einbuchtung entstand, vielleicht der Platz für eine Treppenkonstruktion. 2007 hat der Verein Alt-Wimpfen bei einer Grabung westlich vom Palas im Keller des Hauses Burgviertel 19 ein Fundament ergraben; angrenzende Fundstücke datieren es auf bald nach 1150. Es handelte sich höchstwahrscheinlich um das bisher nicht aufgefundene Fundament der Westwand. Der Palas hatte mithin eine Länge von etwa 36 Metern und eine größte Breite von 16,70 Metern.
In der erhaltenen Nordwand sieht man im Obergeschoss die drei Arkadenfenster des Saals mit ihren vierzehn Arkaden, durch die man ins Neckartal blickt. Die Bogen aus glatt gearbeiteten Keilsteinen ruhen auf Kämpfern, die von jeweils zwei gedrungenen Säulen getragen werden. Die Säulen, meist mit einem Scheibenwürfelkapitell, sind unterhalb des einfachen Schaftrings in der Mehrzahl ohne Verzierung und besitzen attische Basen. Im Erdgeschoss befinden sich unterhalb der Arkaden vier Lichtschlitze.
Westlich der Arkaden sitzt ein großes rundbogiges Biforium mit einem umlaufenden Stabprofil und einer Mittelsäule, die bis auf ihre Länge den Arkadensäulen entspricht. Dieses Fenster erhellte einen neben dem Saal liegenden Raum. Etwas weiter im Westen befanden sich im Obergeschoss zwei rundbogige Eingänge mit dem gleichen Profil wie das Biforium. Die Türblätter waren innen angeschlagen, anders als bei den beiden Türen im Erdgeschoss. Hier liegt die westliche Tür höher als die östliche, was an der Fassade von romanischen Bauten auf eine außen liegende Treppe hinweist. Die Nordseite des Palas mit diesen beiden Türen im Erdgeschoss war wahrscheinlich durch einen Zwinger geschützt. Bei den Grabungen 2007 entdeckte man das westliche Mauerstück mit der Verzahnung für eine Mauer, die nach Osten lief. Es ist nicht unwahrscheinlich, dass der Palas ein weiteres Geschoss besaß, denn die ursprüngliche Mauerhöhe des Gebäudes ist nicht bekannt. Die zweite Tür im Obergeschoss führte vielleicht zu einem Treppenaufgang. Nach Ludwig Hildebrandt und Nicolai Knauer wurde der Palas kurz nach der Mitte des 12. Jahrhunderts innerhalb der noch existierenden Umfassungsmauer einer älteren Wehranlage erbaut. Spätestens in den 1170er Jahren war der Bau vollendet.
Die Arkadenstruktur des Palastes, deren Nordwand erhalten ist, weist in Verbindung mit der Fensterstruktur der Pfalzkapelle semiotisch auf historische Ereignisse des 12. Jahrhunderts hin, wie beispielsweise die Exkommunikation von Friedrich I. während der Bauzeit und seine Beziehung zu Hildegard von Bingen.
Gleichzeitig mit dem Palas wurde an der Südwestecke der Pfalz ein Bergfried errichtet, der die gefährdete Westflanke und einen Teil der Südflanke sicherte. Seine Fundamente hat man in den 1980er Jahren bei der Sanierung des heute dort befindlichen Bürgermeister-Elsässer-Hauses gefunden.

### Pfalzkapelle

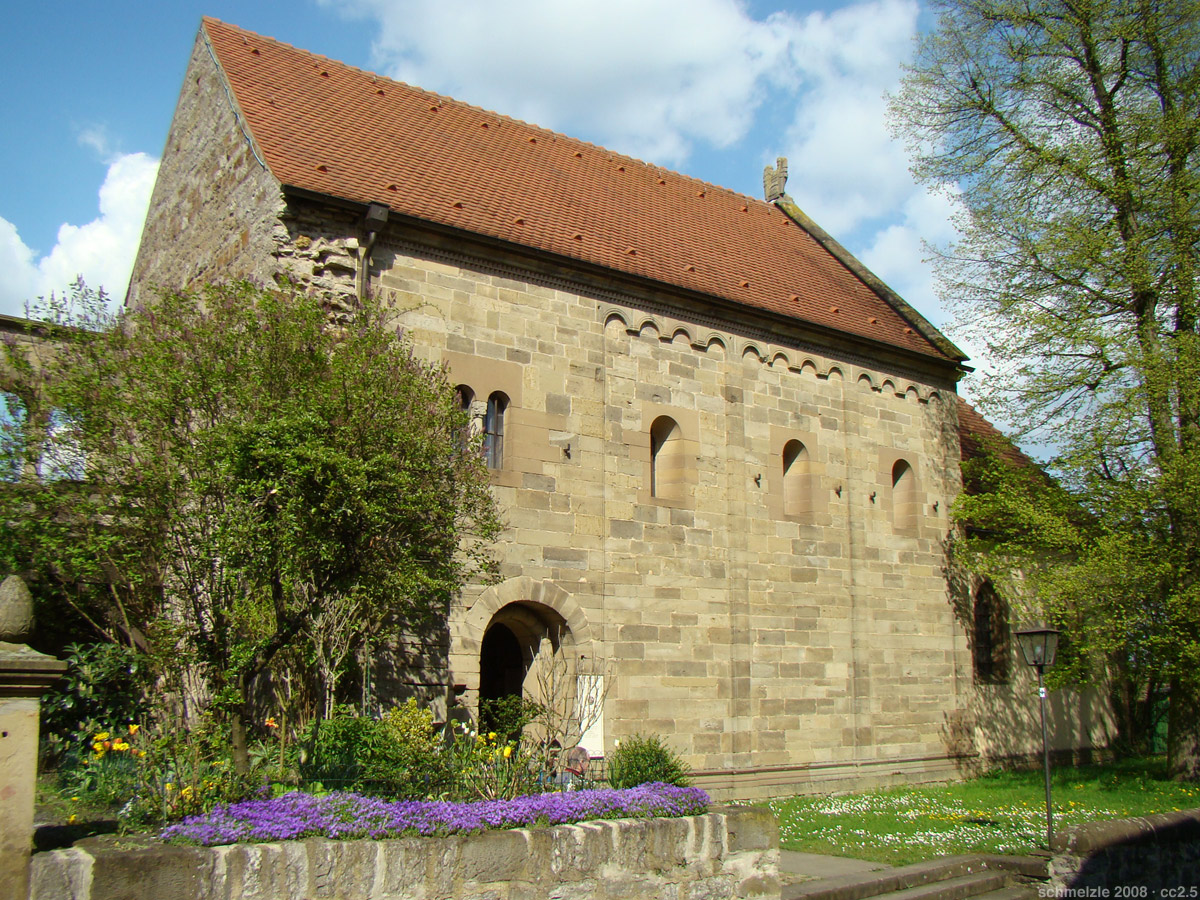
Pfalzkapelle

Die an den Palas grenzende Pfalzkapelle bestand nach 1160 aus einem rechteckigen Langhaus mit östlich anschließender halbrunder Apsis als Chorschluss. Sie war dem heiligen Nikolaus von Myra geweiht. Das Eingangsportal lag auf der Südseite. Hier und auf der Nordseite befanden sich jeweils drei rundbogige Fenster und ein Biforium. Der untere Teil der Nordwand besaß nur einfache Lichtschlitze. Die beiden Biforen im Westteil der Kapelle brachten Licht auf die Empore, von der eine Tür in das Obergeschoss des Palas führte. König Ludwig der Bayer gab 1333 die Kapelle an das Benediktinerkloster in Sinsheim. Vermutlich in dieser Zeit entstand anstelle des romanischen Chors mit halbrunder Apsis ein rechteckiger gotischer Chor mit angebauter Sakristei.
Bereits vor dem Dreißigjährigen Krieg wurde die Kapelle als Zeug- und Lagerhaus genutzt, während des Krieges zogen vorübergehend Kapuziner ein und danach diente sie wieder als Lagerhaus. Das Gebäude wurde 1833 an Wimpfener Bürger verkauft, die es nach einem Umbau zum dreigeschossigen Wohnhaus mit Stallungen ab 1837 nutzten. In die Südwand hatte man zwei weitere Eingänge gebrochen und in die beiden Obergeschosse je fünf rechteckige Fenster. Bis auf ein Fenster und das Biforium in der Nordwand wurden die alten Fenster zerstört.
Von 1909 bis 1911 wurde die Kapelle wieder in ihren alten Zustand versetzt, wobei der Chor in seinen gotischen Formen neu entstand. Die rechteckigen Fenster wurden entfernt; die neuen Rundbogenfenster und das Biforium der Südseite erhielten ihre Gestalt nach den erhaltenen Fenstern der Nordseite. Die Südseite der Kapelle ist mit Sandsteinquadern verkleidet. Die Wand wird durch leicht hervortretende Lisenen gegliedert, die oberhalb der Fenster in einen Rundbogenfries übergehen. Die Halbsäulen der beiden Biforen mit Basis, Schaft und Kapitell liefern wichtige Anhaltspunkte zur Datierung. Der Prähistoriker S. Frey hat anhand der Patronatsfunktion das Weihedatum der Pfalzkapelle auf den 14. Juni 1192 bestimmt. In der ehemaligen Pfalzkapelle befindet sich heute ein kirchenhistorisches Museum.

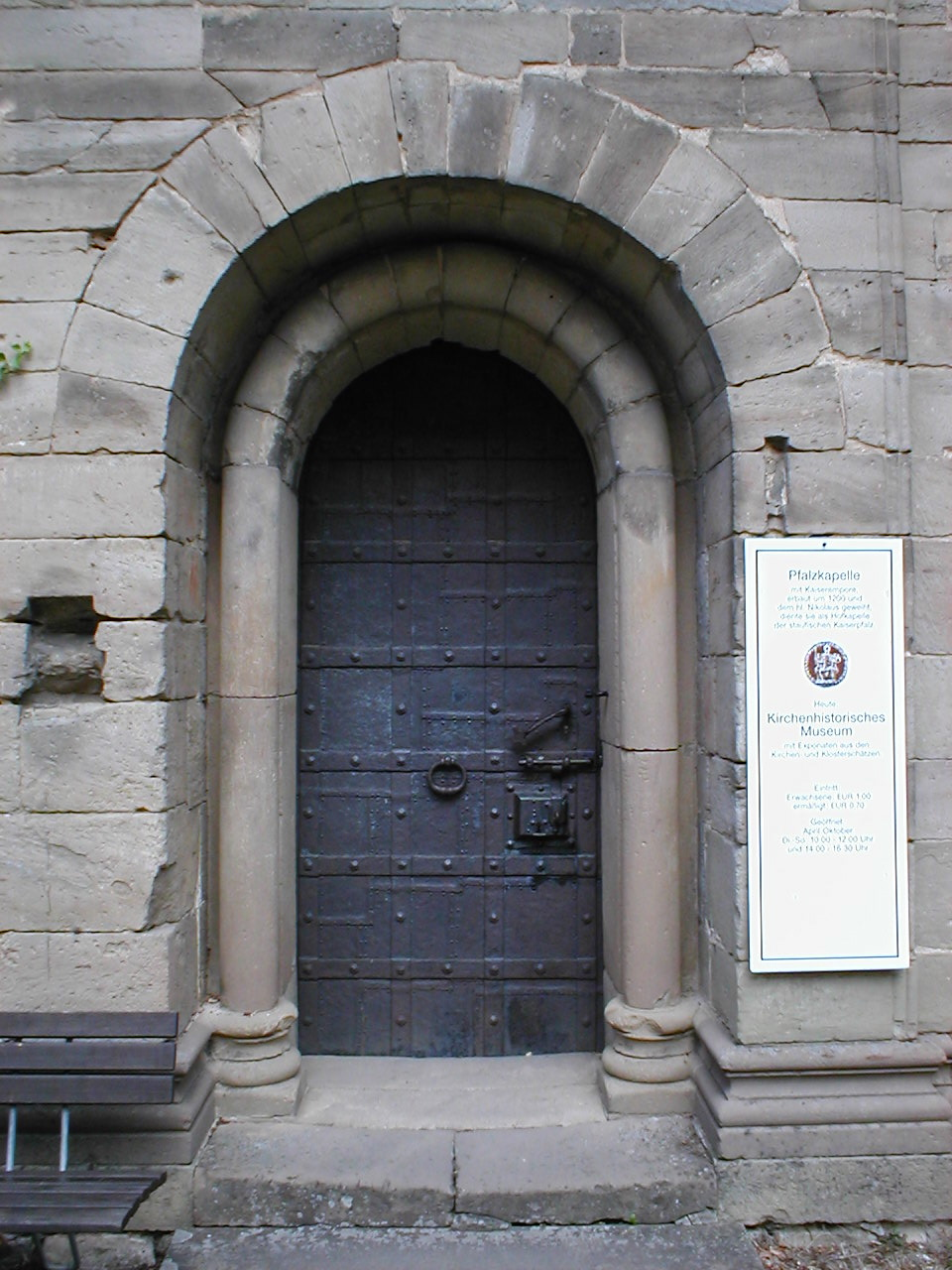
Portal
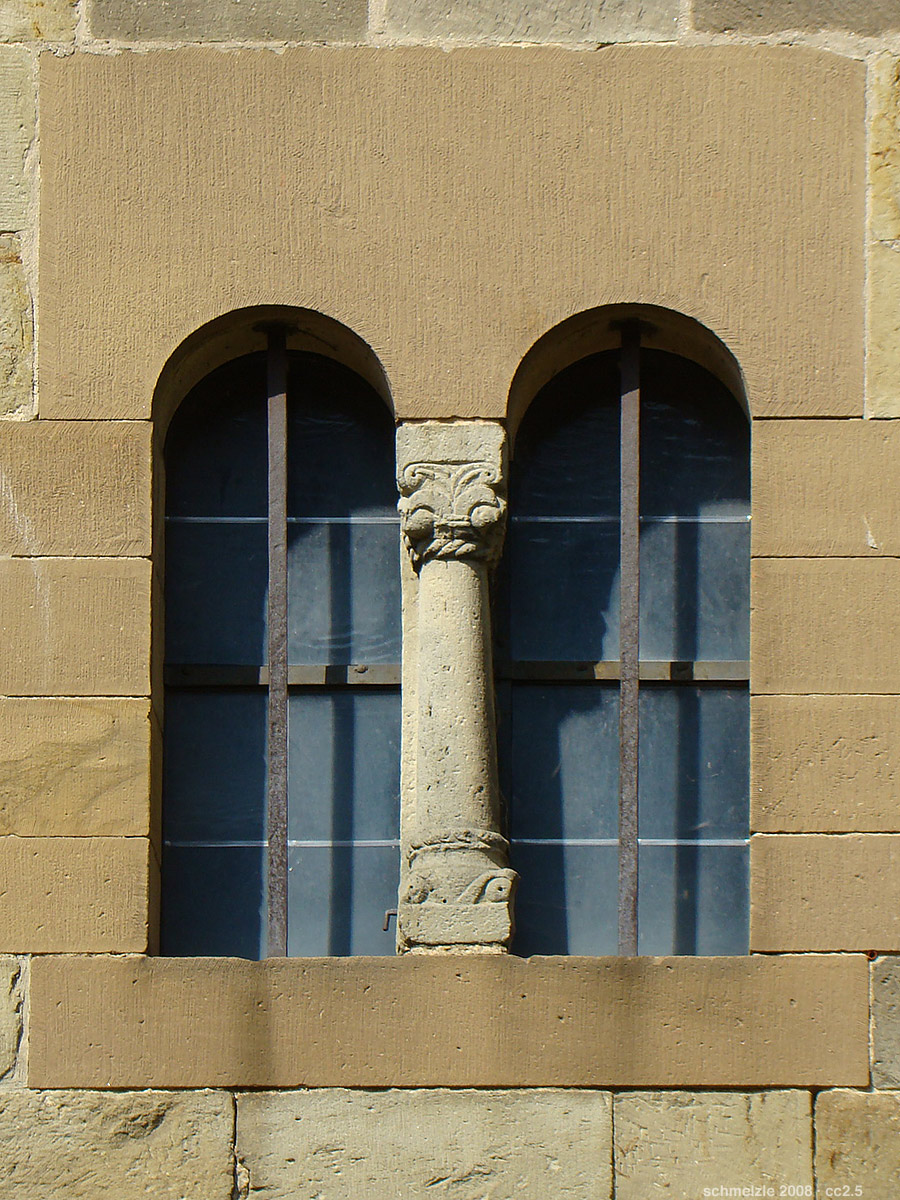
Romanisches Fenster
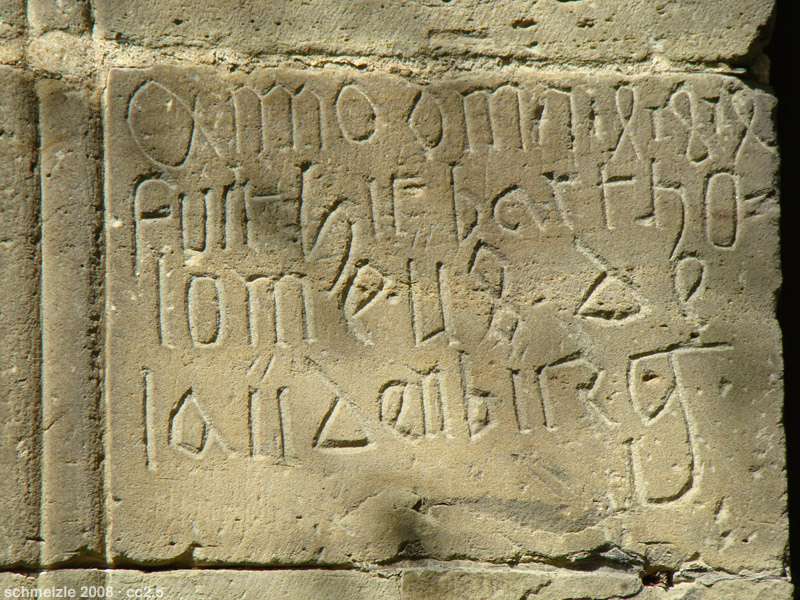
Inschriftenstein
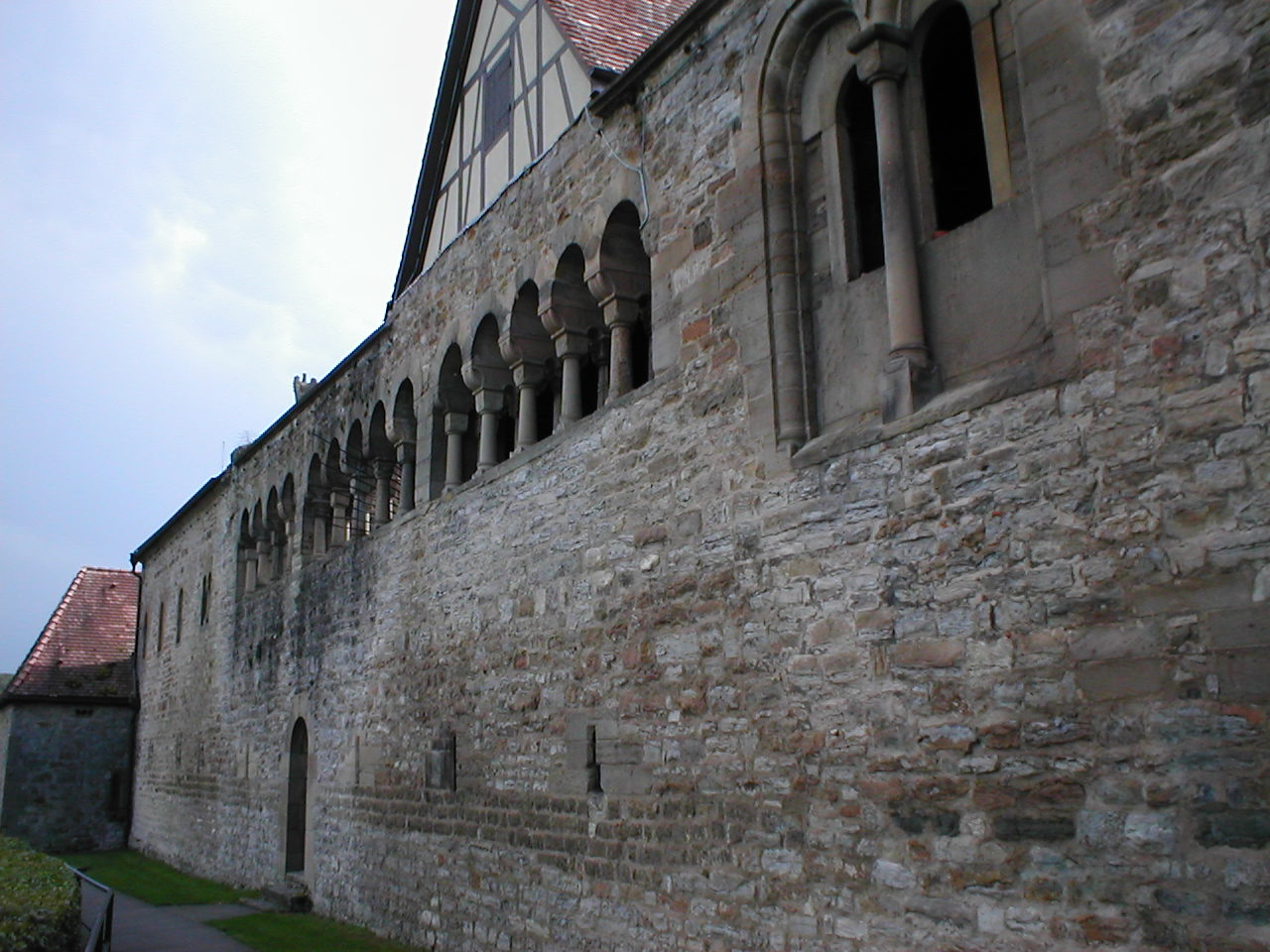
Mit Palas gemeinsame Nordwand

### Romanisches Haus

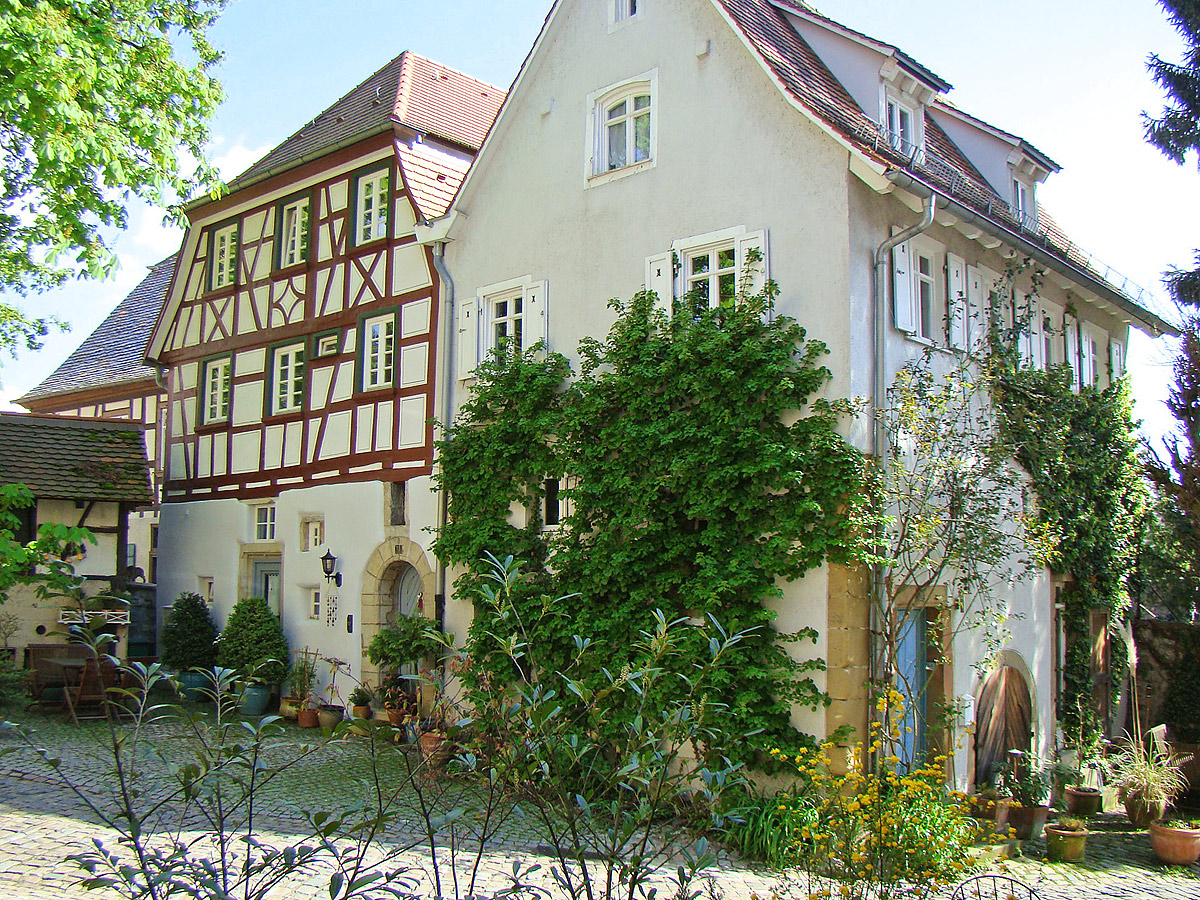
Romanisches Wohnhaus

Gegenüber der Pfalzkapelle steht das Romanische Haus, dessen ursprünglicher Zustand stark verändert wurde: 1525 wurde es durch die Familie Erer umgebaut. Das Wappen dieser bürgerlichen, aus Heilbronn stammenden Familie – die dort mehrmals einen Bürgermeister stellte – schmückt die Nordwestecke des Hauses. Das Obergeschoss wurde um 1765 in Fachwerkbauweise erneuert, wobei man das Gebäude mittig teilte.
Nur Teile der Nord- und Südwand und vielleicht auch die Ostwand des Erdgeschosses sind erhalten geblieben und vermutlich der tonnengewölbte Keller. Die Mauern sind etwa achtzig Zentimeter stark und die Grundfläche ist mit Seitenlängen von 9,50 und 8,40 Metern fast quadratisch. Die teilweise erhalten gebliebene Ausstattung überrascht: Der halbkreisförmig überwölbte Eingang mit seinem umlaufenden Stabprofil entspricht genau den beiden erhaltenen Türen im Obergeschoss des Palas. Die Mittelsäule eines Biforiums in der Südwand hat eine attische Basis mit Eckblättern, der achteckige Schaft ist zickzackförmig gemustert und das Kapitell ist reich verziert. Diese aufwendig geschmückte Säule entstand sicherlich in der zweiten Hälfte des 12. Jahrhunderts; sie befindet sich heute im Museum im Steinhaus. Fritz Arens deutet das Romanische Haus als ehemaligen Burgmannensitz.

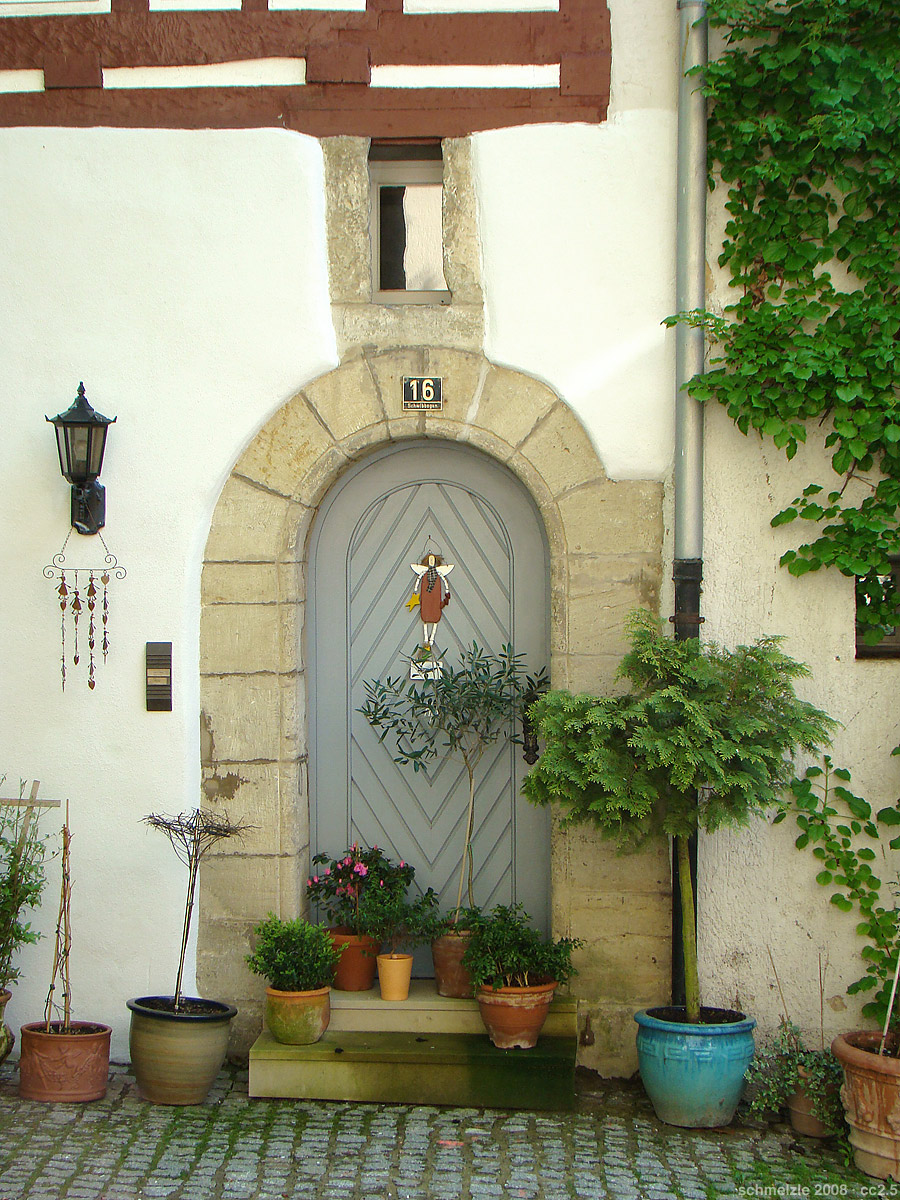
Bogentür des Romanischen Hauses
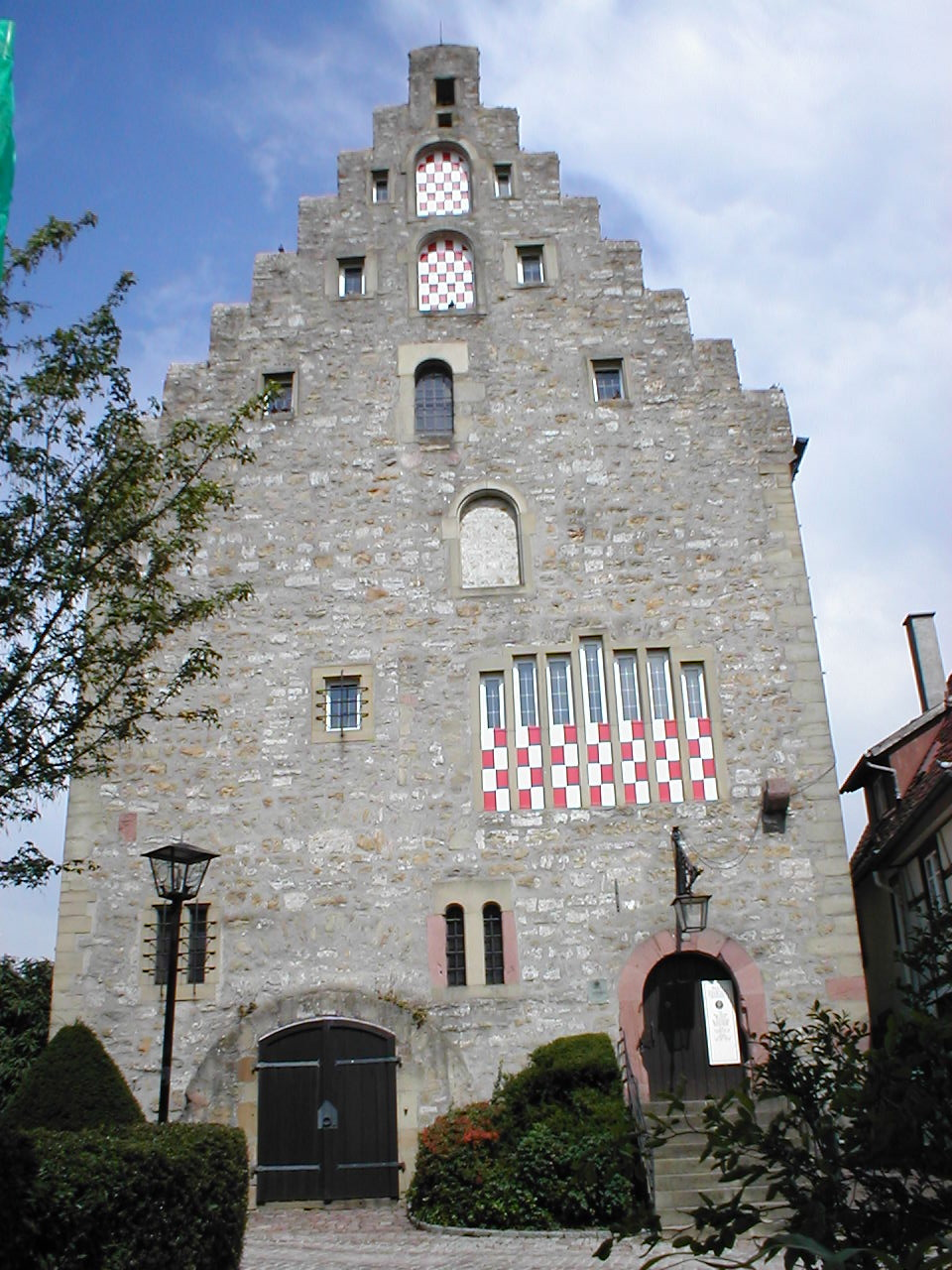
Südgiebel des Steinhauses
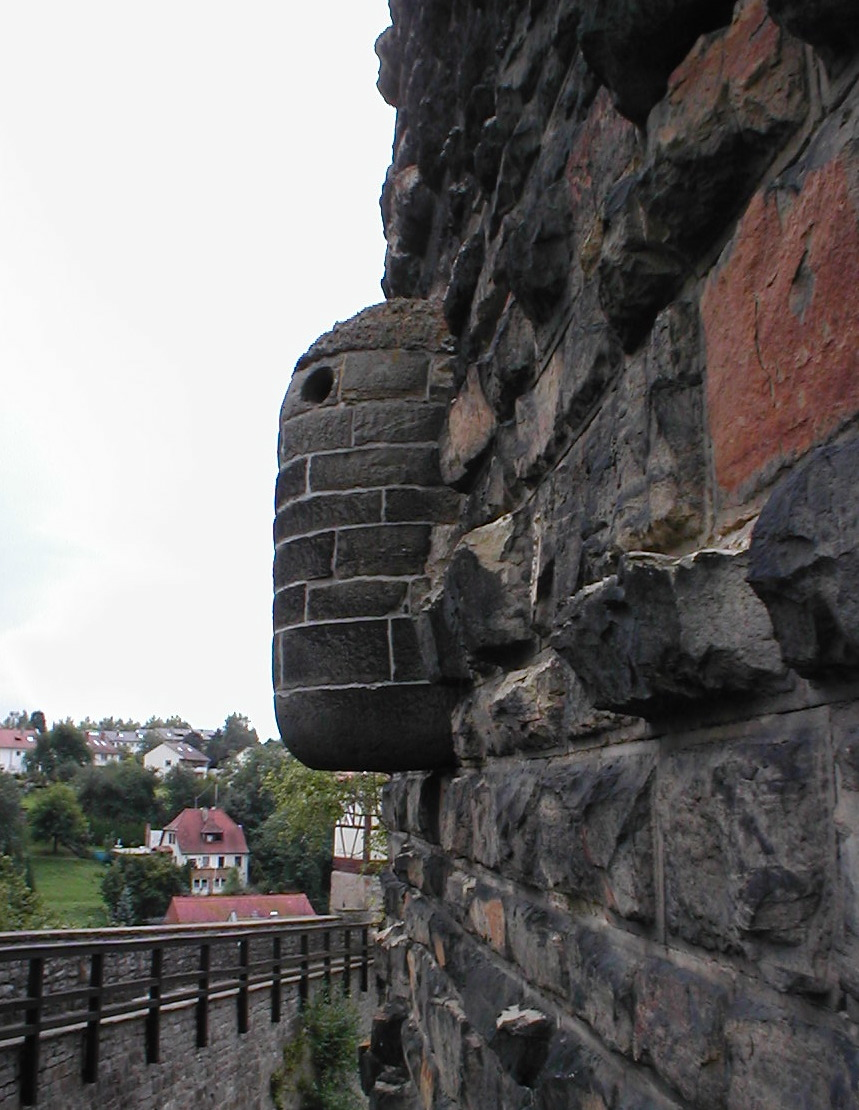
Aborterker des Roten Turms

### Roter Turm

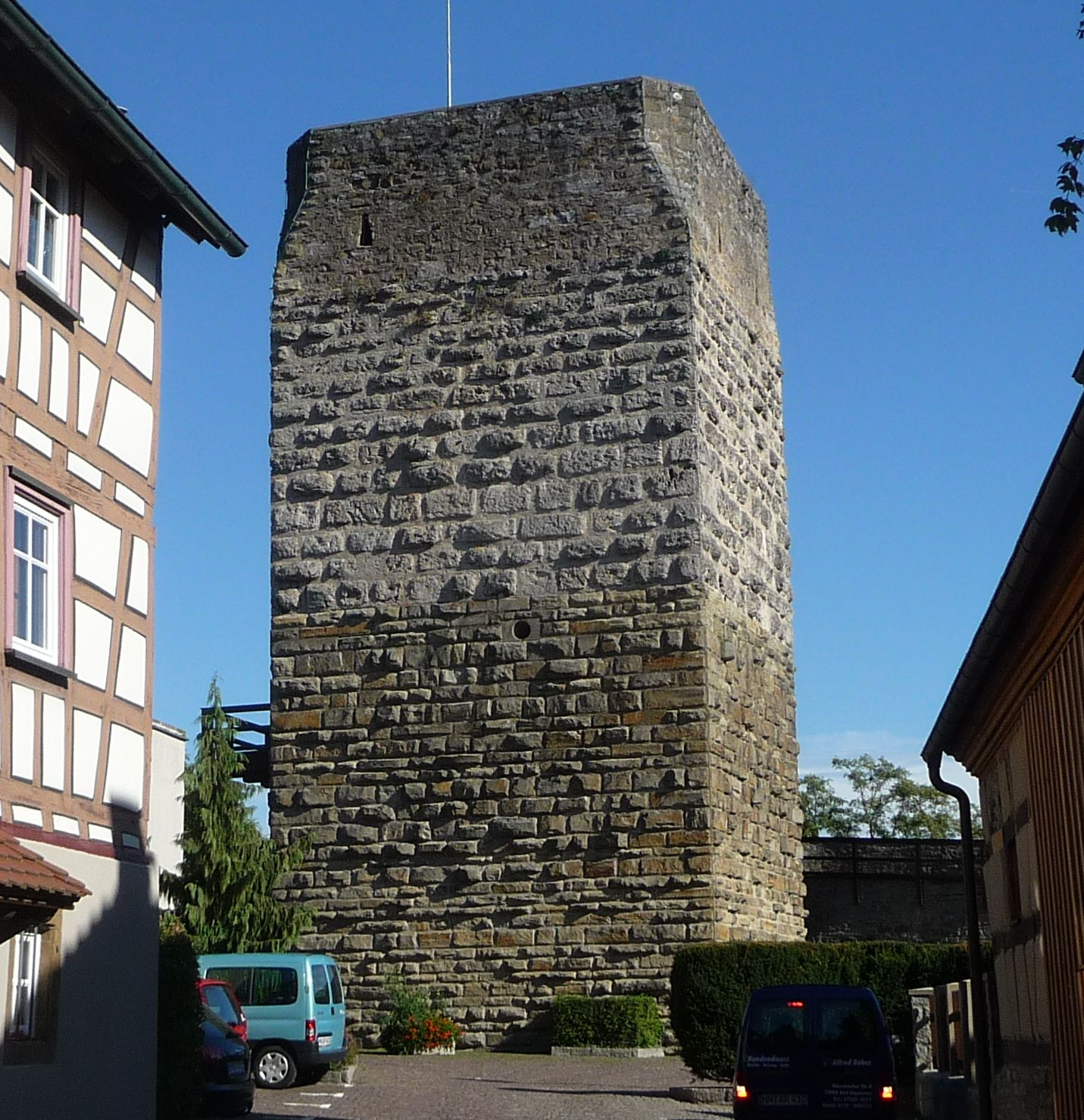
Roter Turm von der Innenstadt her

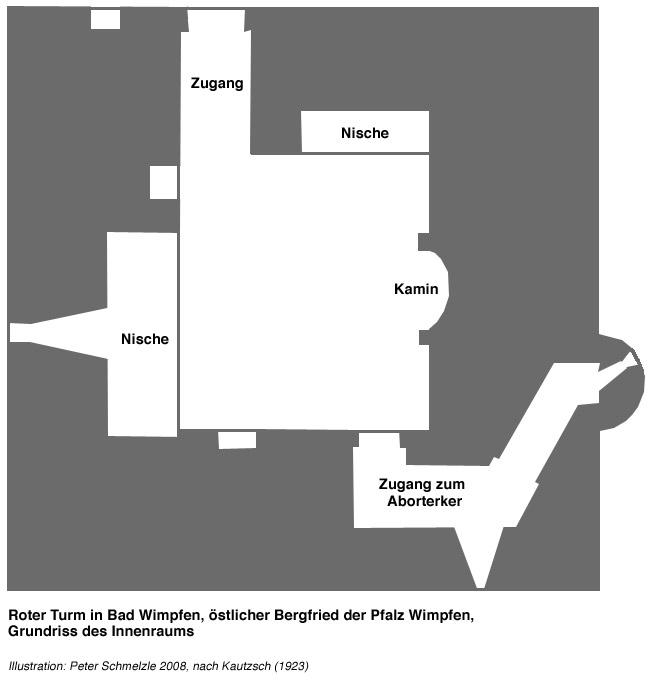
Grundriss des Innenraums

Der Rote Turm ist ein erhaltener Bergfried, der an der Ostspitze der Pfalz errichtet wurde. Er ist 23 Meter hoch und hat eine Grundfläche von etwa zehn mal zehn Metern. Am unterschiedlichen Gestein in der Außenmauer sind drei Bauabschnitte erkennbar. Der untere Bereich ist mit qualitätvollen Buckelquadern aus Sandstein verkleidet, die sehr sorgfältig gesetzt wurden. Der Randschlag der Quader ist schmal, die Bossen sind bruchrau belassen und von sehr unterschiedlicher Höhe. Diese Merkmale datieren den Turmsockel in die zweite Hälfte des 12. Jahrhunderts. Der Eingang befindet sich auf der Nordseite in einer Höhe von 6,90 Metern. Man erreichte ihn vom Wehrgang aus über eine Brücke oder vom Boden aus über eine Leiter.
Die Bogen über dem Eingang und der danebenliegenden Nische sind aus großen Bogensteinen konstruiert. Auf der Eingangsfront sind von der Türschwelle bis drei Steinlagen über dem Türbogen die Spiegel der Sandsteinquader geglättet. Dieser Bereich hatte vermutlich einen Vorbau aus Holz, der möglicherweise überdacht war. Oberhalb dieses Abschnitts wechselt das Baumaterial zu großen Tuffsteinblöcken, die teilweise ebenfalls bossiert sind, wobei die Bossen weniger grob erscheinen; außerdem ist eine Zunahme der Randschlagbreite erkennbar. Beide Tendenzen deuten in das erste Viertel des 13. Jahrhunderts. Der Turm weist Mauerstärken zwischen 2,70 und 3,20 Metern auf, sodass im Inneren ein rund vier mal vier Meter großer Raum zur Verfügung steht. Das Eingangsgeschoss ist bis in etwa drei Meter Höhe ebenfalls mit geglätteten Sandsteinquadern verkleidet. Dort, wo die Außenschale des Mauerwerks vom Sandstein zum Tuffstein wechselt, verkleidete man die Innenschale mit grobem Muschelkalkstein. Diese Trennlinie verläuft sogar durch den Kamin an der Ostwand, dessen Mantel unten aus Sandstein und oben aus Tuffstein besteht. Zwei Halbsäulen vor der Rückwand, mit einem für das 12. Jahrhundert typischen schlichten Scheibenwürfelkapitell, tragen die Wangen und Kämpfer. Die große Nische in der Westwand mit einem Oculus gehört vermutlich nicht ins ursprüngliche Baukonzept, da sie leicht in die Südwand eindringt. Die Nische ist zwar mit Sandstein ausgekleidet, doch ihre Überwölbung mit einem flachen Stichbogen, der in den oberen Bauabschnitt hineinragt, weist auf das 13. Jahrhundert hin. Der Zugang zum Abort knickt mehrfach ab und endet auf der Ostseite des Turms in einem bienenkorbförmigen Erker, der aus dem zweiten Bauabschnitt stammt. Einige Meter unterhalb des Erkers befindet sich die Öffnung für den ursprünglichen Ablauf durch eine in der Mauer verlaufende Röhre.
Die Arbeiten am Roten Turm wurden vermutlich in den späten 1170er oder in den 1180er Jahren begonnen und mit dem Tod Kaiser Friedrich Barbarossas 1190, spätestens aber 1197, mit dem Tod Heinrichs VI., gestoppt und erst 1217 nach der Rückgewinnung der staufischen Herrschaft wieder aufgenommen.
Im späten Mittelalter wurde der Turm mit Muschelkalksteinen um vier Meter erhöht. Die Ecken dieses Bereichs sind abgeschrägt, und die Öffnungen sind keine Lüftungsschlitze mehr, sondern Schießscharten. Der Turm brannte 1645 aus, nur das massive Mauerwerk blieb erhalten. Im Zweiten Weltkrieg wurden die beiden unteren Geschosse als Luftschutzräume genutzt. Den hölzernen Balkon vor der hochgelegenen Zugangstür hat man 1976 rekonstruiert. Heute beheimatet der Turm eine Ausstellung zum Leben im mittelalterlichen Wimpfen, die in den Sommermonaten an Wochenenden und Feiertagen geöffnet ist. Zu diesen Zeiten kann auch die Aussichtsplattform des Turms bestiegen werden.

### Steinhaus

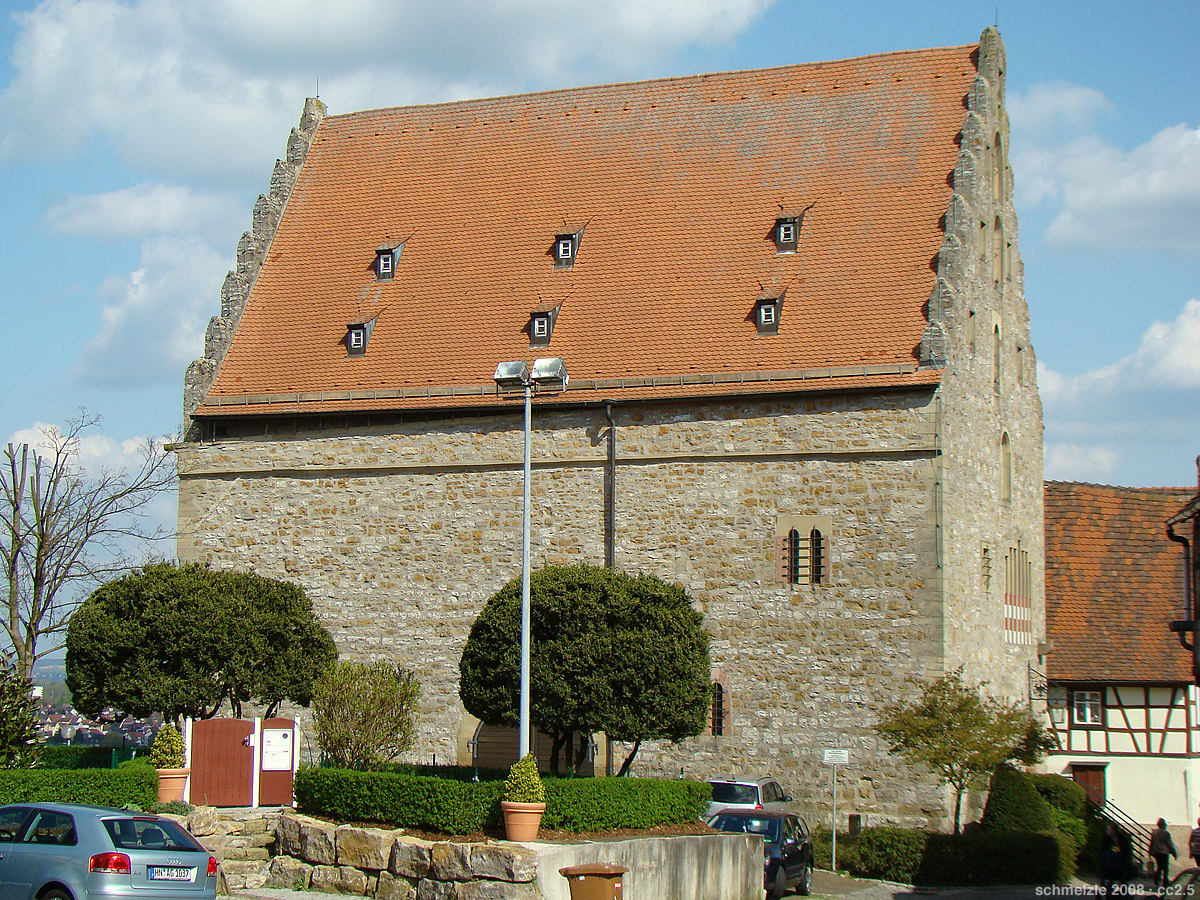
Steinhaus

Das nach 1217 errichtete Steinhaus war das größte Wohngebäude der Pfalz. Es wurde über die vorstaufische Umfassungsmauer hinweggebaut und durch eine Mauer mit der Nordostecke des Zwingers verbunden. Es gibt Hinweise darauf, dass auf seiner Ostseite in der Erbauungszeit noch ein vorstaufischer Wohnturm stand. Im Steinhaus ist der originale Eingang erhalten, ein mit einem Rundbogen und Gewände ausgestattetes Portal aus Buntsandstein nahe der Südostecke. Unterhalb seiner Schwelle sieht man heute einen Teil des Mauerwerks vom Fundament; ursprünglich kam man also ebenerdig ins Haus. In herrschaftlichen Bauten diente das Erdgeschoss in jener Zeit meist wirtschaftlichen Zwecken. Den Wohnbereich im Obergeschoss erreichte man über eine separate Treppe, die beim Steinhaus vermutlich auf einen hölzernen Vorbau führte. Eine Hakenkonsole aus rotem Sandstein an der Südostecke und das abgeschlagene westliche Pendant machen dies wahrscheinlich. Die Tür ins Obergeschoss lag vielleicht an der Stelle des etwa fünf Meter breiten siebenteiligen Fensters, das um 1400 eingebaut wurde, oder vielleicht im Bereich des kleinen rechteckigen Fensters nebenan, da dort die gemauerte Laibung einer Öffnung erkennbar ist. Das rundbogige Biforium der Südseite und einige Fenster auf der Nord- und Westseite des Gebäudes stammen aus der Erbauungszeit. Sturz, Gewände, Sims und die rechteckige Stütze im Biforium sind jeweils Monolithe aus gelbem und rotem Sandstein. Bei der Nordostecke des Gebäudes ist in der Ostwand eine rundbogige Tür erhalten, die sicherlich auf den Wehrgang führte. Aus der gleichen Zeit stammen die innen aus der Wand ragenden Kaminwangen im Obergeschoss. Die sechs rundbogigen Schlitzfenster im Erdgeschoss der Nordseite sind nach innen und außen trichterförmig erweitert. Unterschiedliche Materialien und die seltsame Platzierung sprechen für verschiedene Entstehungszeiten. Im Bereich des Giebels befand sich auf der Nord- und Südseite je eine rundbogige Tür, der ein Balkon vorgelagert war. Alle anderen Öffnungen des Steinhauses und die Staffeln des Giebels stammen aus späterer Zeit.

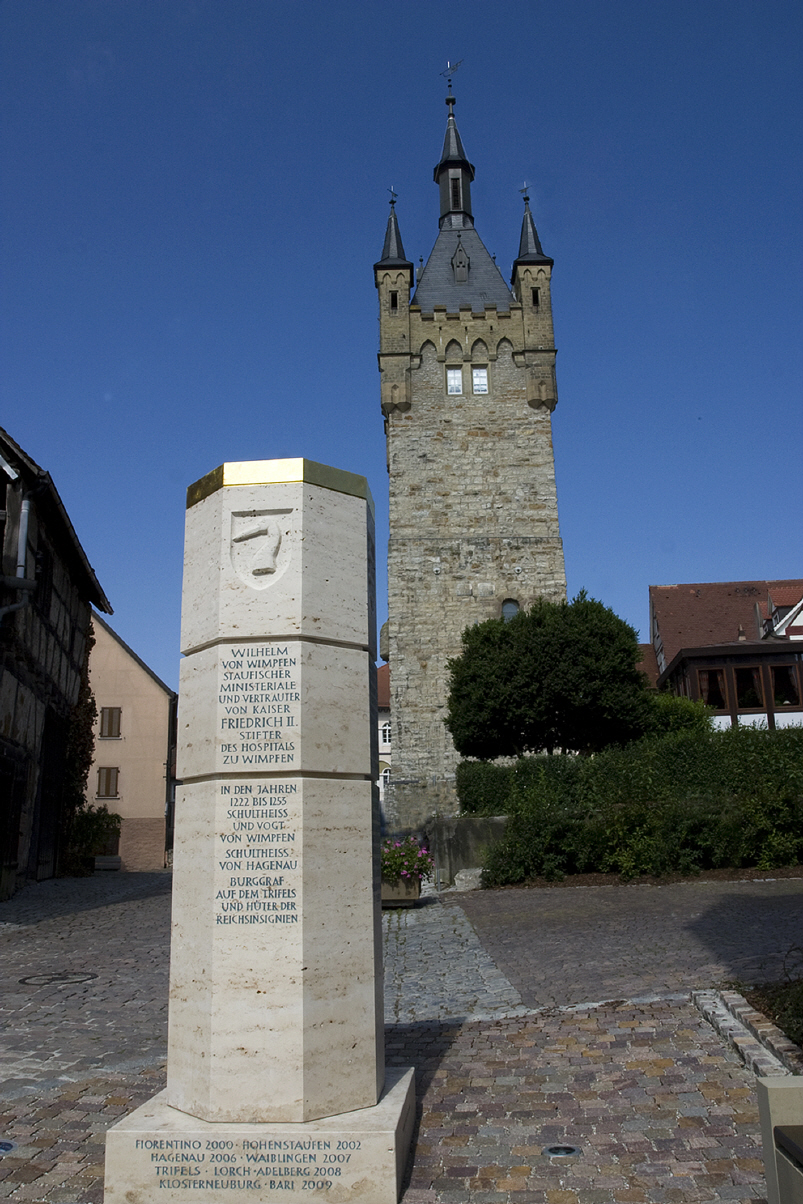
Stauferstele beim Steinhaus

1511 befand sich das Steinhaus im Besitz der Familie Werrich, ihr Wappen mit einer Fidel als Wappenbild ist neben dem der Stadt Wimpfen auf einer Wandmalerei im Innern zu sehen. Der große Keller wurde um 1600 geschaffen. Bis weit ins 20. Jahrhundert wurde das Gebäude zur Aufbewahrung von Vorräten genutzt. Heute ist es ein Museum.
Am 12. Juli 2009 wurde beim Steinhaus eine Stauferstele eingeweiht.

### Schwibbogentor

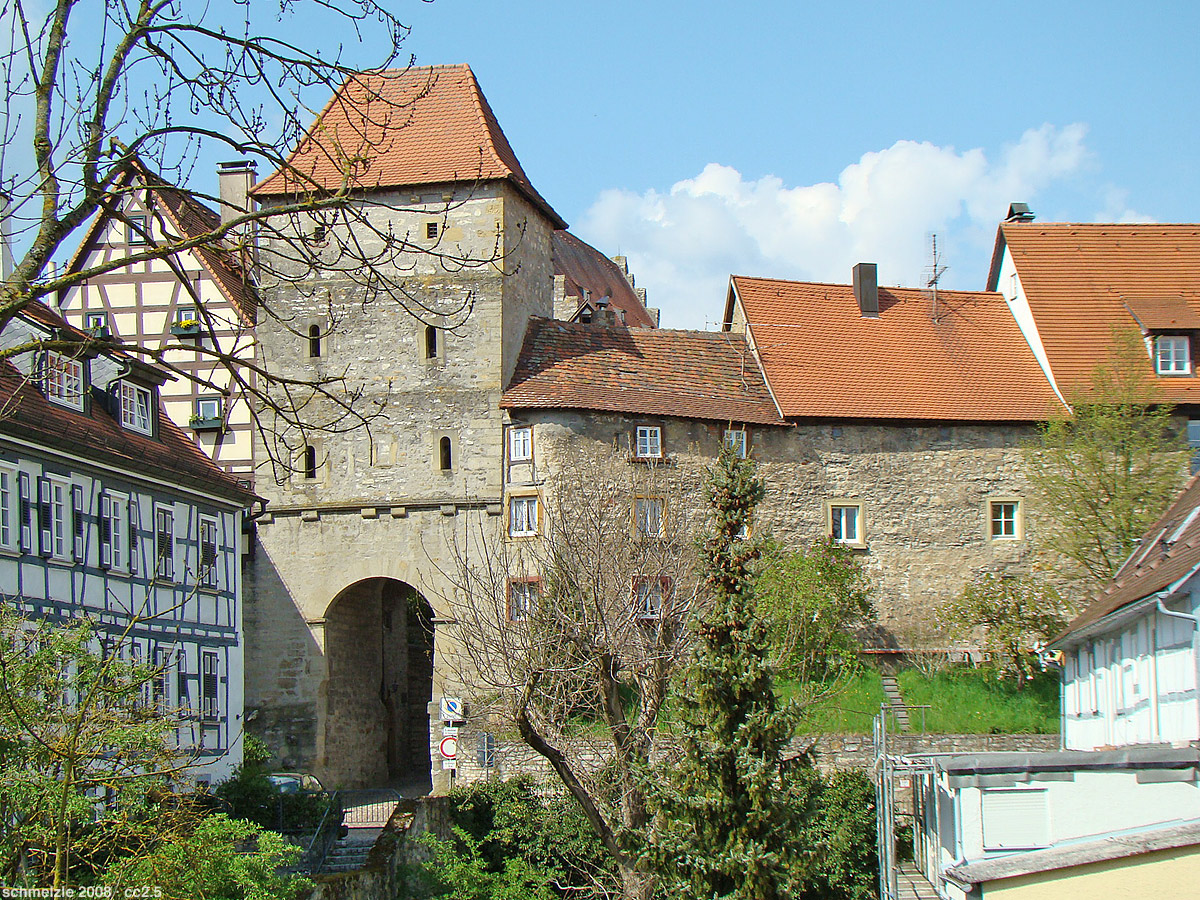
Schwibbogentor, rechts anschließend Reste der Wehrmauer

Das Schwibbogentor (auch Hohenstaufentor) mit seinem Torturm war der Torbau der hochmittelalterlichen Pfalz (um 1200), der Südzugang zur Kaiserpfalz. Vor dem Tor führte eine Zugbrücke über den Graben. Das mit einer lichten Weite von mehr als drei Metern überdurchschnittlich breite Tor wird von einem Flachbogen mit der ursprünglichen Scheitelhöhe von 3,70 Metern überwölbt. Von den profilierten Kämpferplatten und den Sockeln abgesehen sind die Bogen- und Gewändesteine glatt. Bei der neuzeitlichen Umnutzung des Burgviertels zum Wohnviertel wurde das Straßenniveau nach Süden hin abgesenkt und die Futtermauer des Grabens (die heutige Hauptstraße) durchbrochen, sodass der Boden der südlichen Toröffnung jetzt etwa zwei Meter tiefer liegt als früher. An den Seitenpfeilern sind die alten Basissteine zu sehen, die das ursprüngliche Niveau markieren. Der Turm hat ebenerdig keinen Zugang, da dieser einst vom Wehrgang (heute vom Nachbargebäude) aus erfolgte.
Über einem durch Konsolen gestützten profilierten Gesims kragt das erste Obergeschoss des Torturms aus, während das zweite und dritte Geschoss jeweils wenige Zentimeter zurückspringt. Bis knapp unterhalb des Simses sind die hier weitgehend in Lagen gesetzten Bruchsteine der Ringmauer in das Mauerwerk des Turmes eingebunden. Oberhalb des Simses besteht der Eckverband der Geschossmauern aus Quadern. Der Turm wurde später um das dritte Obergeschoss erhöht; hier sind die Ecksteinquader anders gearbeitet, manche sind bossiert.
Die auf der Südseite sichtbaren Fenster gehören nicht zum Originalbestand. Sie ersetzen ältere Fenster, die zum Teil ebenfalls nachträglich gesetzt wurden. An der Stelle der rundbogigen neoromanischen Fenster im ersten und zweiten Obergeschoss erscheinen auf einer Abbildung aus dem Jahr 1967 noch einfache Rechtecke, identisch mit denen im dritten Obergeschoss. Die zu dieser Zeit erkennbaren originalen Schlitzfenster im zweiten Obergeschoss wurden zerstört. Nur ein Gewände im ersten Obergeschoss scheint vom originalen Bestand zu stammen.
Auf der Nordseite des Turms kann man den ursprünglichen Zustand feststellen, obwohl alle Öffnungen vermauert sind. Im ersten Obergeschoss erkennt man ein trichterförmig erweitertes rundbogiges Schlitzfenster. Daneben beginnt ein etwa zwei Meter breiter, aus der Mauer hervortretender Wandabschnitt, der bis zur Deckenhöhe des zweiten Obergeschosses reicht. Er gehört zum Ursprungszustand, denn er steht auf dem gleichen, durch Konsolen gestützten Gesims wie das erste Obergeschoss. Der Wandabschnitt ist die Rückseite eines Kamins. Dessen Schlot besteht aus Tuffstein, wie die ins zweite Obergeschoss führende Treppe im Innern. Der verwendete Tuffstein und ein Oculus westlich des Kamins deuten darauf hin, dass der Torturm in der Zeit der zweiten Bauphase des Roten Turms entstand. Es ist wahrscheinlich, dass es eine ältere Toranlage gab, doch die Frage nach ihrer Lage und dem Aussehen ist nicht mehr zu klären.

### Blauer Turm

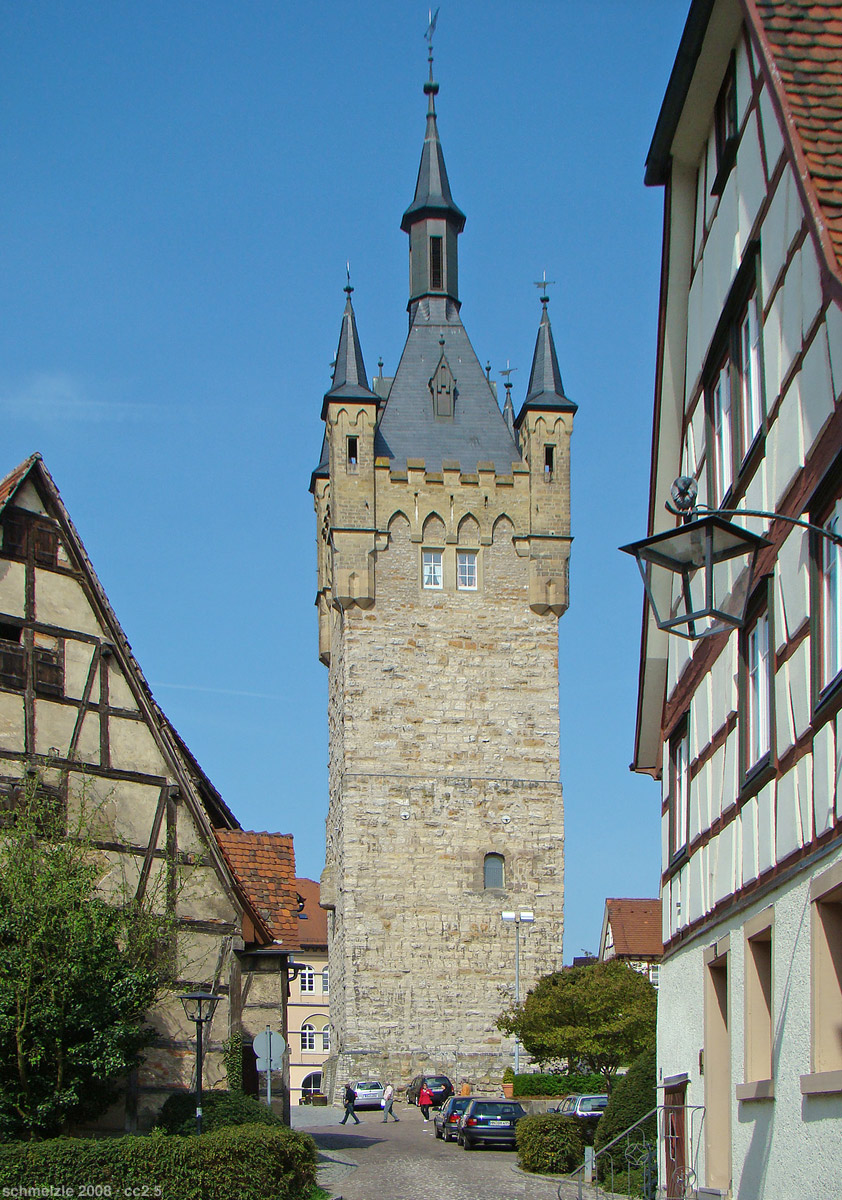
Blauer Turm, Ostseite mit früherem hochgelegenen Eingang

Das Wahrzeichen Bad Wimpfens, der 58 Meter hohe Blaue Turm, wurde nach 1217 als dritter Bergfried errichtet. Er steht an der Westseite auf dem höchsten Punkt der Pfalz. Die Denkmalstiftung Baden-Württemberg ernannte ihn zum Denkmal des Monats Dezember 2022. Der ursprünglich noch höhere Platz wurde in der Mitte des 19. Jahrhunderts um etwa drei Meter abgetragen. Das nun zum Teil freiliegende Fundament verkleidete man mit kleinen Muschelkalksteinen. Das ungefähr drei Meter starke Mauerwerk des Turms mit einer Außenschale aus großen Muschelkalkblöcken beginnt mithin erst etwa drei Meter über dem heutigen Bodenniveau. Nur für die Gewände des auf der Ostseite liegenden rundbogigen Eingangs und für den Aborterker auf der Südseite verwendete man Sandstein. Die an den größeren Quadern sichtbaren Zangenlöcher datieren diesen Bauabschnitt in das 13. Jahrhundert, denn erst ab 1210/20 wurde die Zange als Hebewerkzeug eingesetzt. Die Bauart des Erkers mit seinem kleinen Oculus ist fast identisch mit der des Erkers am Roten Turm.
Im oberen Bereich wechselt das Steinformat zu kleinen Quadern. Sie stammen von der Wiederherstellung des Turms 1851/52 nach dem verheerenden Brand von 1848. Damals erhielt der Turm auch seine heutige Gestalt mit einem ebenerdigen Eingang, den neogotischen Ecktürmchen, dem Spitzbogenfries und dem Turmhelm. Der Blauton der Schieferdeckung führte vermutlich zum heutigen Namen Blauer Turm; zuvor war der Turm nur als Hoher Turm bekannt. Bald zeigte sich, dass der Oberbau zu schwer war. 1870 wurde das Auseinanderweichen der Mauern mit Hilfe von Eisenklammern gestoppt. Der Turmsockel wurde verstärkt, der Zugang zum Aborterker vermauert und 1907 wurde der Turm mit vier großen eisernen Ringankern gesichert. 1922 sanierte man das Dach, und 1944 zog man aus Luftschutzgründen im Inneren drei Betondecken ein. 1971 stabilisierte man die Außenmauern durch das Einpressen von rund 300 Tonnen Zementmörtel, der vermutlich in die Kanäle zersetzter hölzerner Anker aus der Erbauungszeit floss und nicht in das „mit fast bindungslosem Bruchgestein verfüllte Zwischenschalengemäuer“ (B. Cichy, 1972), denn 1870 bestand nach der Beobachtung von August von Lorent das „Füllmauerwerk aus kleinen Steinen mit viel Mörtel“. Die eisernen Anker wurden entfernt. Der Mauerwerksanierung schloss sich 1978 eine Dachsanierung an.
Bei einem erneuten, durch Blitzschlag verursachten Feuer brannte der Turm 1984 wiederum vollständig aus. Die neun Zentner schwere Turmglocke stürzte auf einen tieferen Geschossboden und der Turmhelm brach in sich zusammen. 1984/85 wurde der Turm wiederhergestellt; zur Sicherung der Türmerwohnung zog man eine feuer- und trümmersichere Beton-Tasse ein. Die neue Turmglocke war ein Geschenk der Glockengießerei Bachert.
Im Frühjahr 2014 wurde der Turm erneut umfangreich saniert, da das Mauerwerk im unteren Turmbereich eine steigende Anzahl von Versprüngen aufwies. Ein Spanngerüst aus Holz und Stahl wurde als eine Art Korsett um den Korpus des Turms gelegt, um die Wände zusammenzuspannen und das Mauerwerk anschließend zu stabilisieren.
Auf dem Turm, der besichtigt werden kann, wohnte bis November 2017 seit dem späten Mittelalter ununterbrochen ein Türmer. Von 1974 bis zum Brand 1984 bewohnte das Schriftstellerehepaar Heinz und Vera Münchow mit seinen drei Kindern die Türmerwohnung. Blanca Knodel, die diese Aufgabe seit 1996 versieht, ist heute eine der wenigen Türmerinnen Deutschlands. Die zwei weiteren aktiven Türmerinnen versehen ihren Dienst auf dem Turm der St.-Lamberti-Kirche in Münster und in der Paul-Gerhardt-Kirche in Lübben (Spreewald). Um die schöne Aussicht vom Turm genießen zu können, müssen zuerst 134 Stufen bis zur Türmerwohnung bewältigt werden, von der weitere 33 Stufen zur 32 Meter hoch liegenden Aussichtsplattform führen. Aufgrund von umfangreichen Sanierungsmaßnahmen musste Frau Knodel im November 2018 vorübergehend aus der Türmerwohnung ausziehen.
Die Sanierungsmaßnahmen am Blauen Turm wurden 2022 abgeschlossen und konzentrierten sich auf die Stabilisierung des Mauerwerks. Ein Holz- und Stahlgerüst stabilisierte die Wände während der Arbeiten.

### Pfalzmauer
Im Norden und im Südosten der Pfalz sind weite Teile der Ummauerung erhalten, während es nach Westen hin praktisch keine sichtbaren Reste der Pfalzmauer mehr gibt. Nach Norden zum Neckar hin bildet die Pfalzmauer zugleich die Nordwand der stauferzeitlichen Gebäude (Steinhaus, Palas), nach Osten hin am Bergsporn beim Roten Turm geht die Ummauerung in ein System gestaffelter Wehrmauern über, im südöstlichen Teil zwischen Rotem Turm und Hohenstaufentor bildet die Mauer vielfach die Südmauer der angebauten (jüngeren) Gebäude.
In die Außenseite der Pfalzmauer ist beim Palas eine Gedenktafel für Richard Weitbrecht (1851–1911), Schriftsteller und Pfarrer in Wimpfen, eingelassen.